# 규장전운

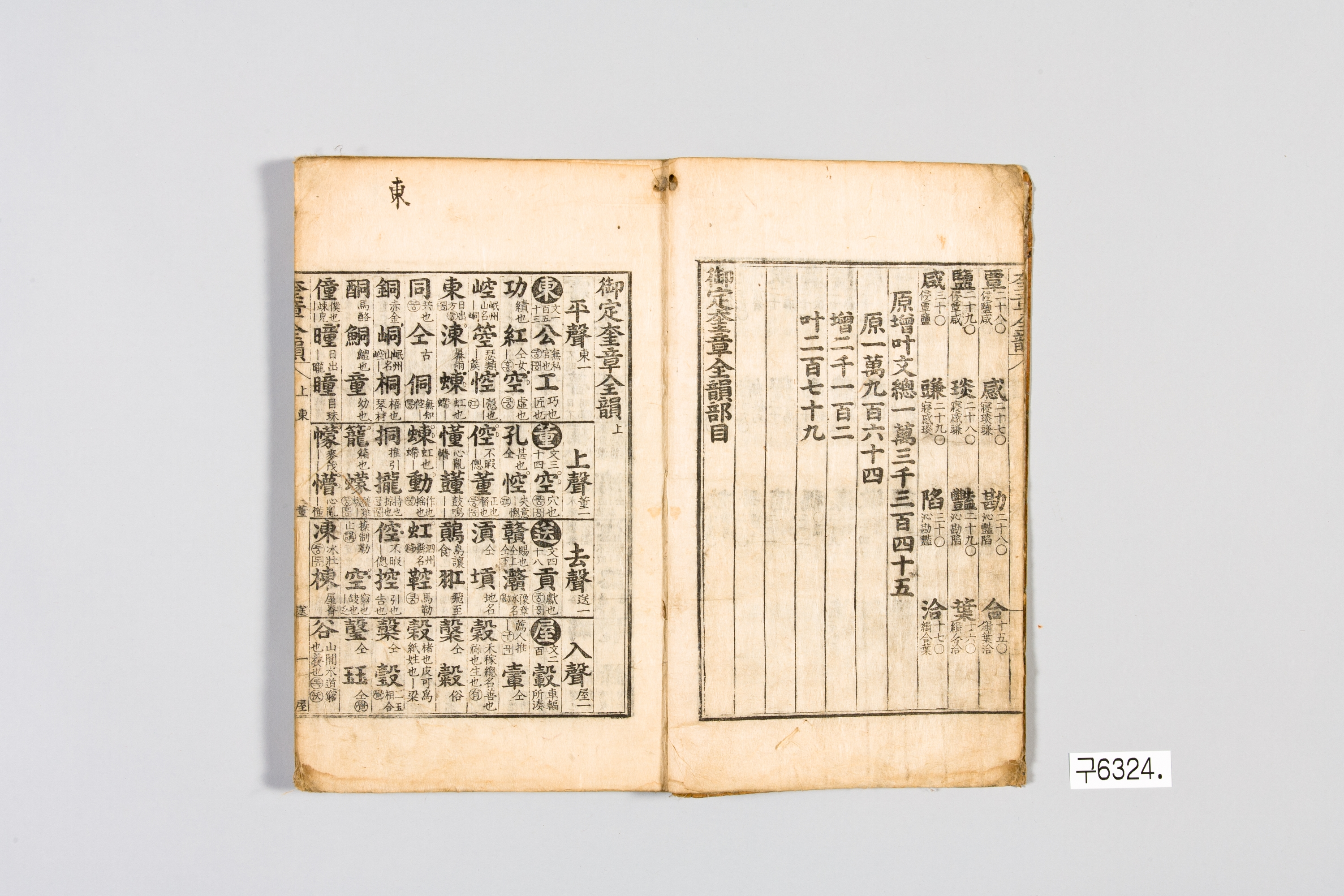
규장전운 부목 마지막 장과 본문 첫 장.

《규장전운》(奎章全韻) 또는 《어정규장전운》(御定奎章全韻)은 정조의 명으로 조선 후기의 학자 이덕무가 짓고 윤행임, 서영보, 남공철, 이서구, 이가환, 성대중, 유득공, 박제가 등이 교정한 운서이다. 1796년에 처음 간행되었고, 그 뒤로도 방각본으로 간행되어 많은 이본이 전한다.
한국에서 이전의 운서는 대개 사성 중 평성, 상성, 거성을 3단 체재(體裁)로 나열한 뒤 책 끝에 입성을 일괄하여 다루는 방식이었는데, 규장전운은 사성을 한꺼번에 다루는 4단 체재로 구성하여 한자 1만 3345자를 실었다. 중국의 한자음과 조선의 한자음을 모두 적었으나, 현실에서 쓰이는 속음(俗音)을 버리고 규범음만 취하여 적었다. 이는 규장전운을 개고하여 속음을 함께 적은 《전운옥편》이 편찬되는 계기가 되었다.

## 편찬과 반포
규장전운의 편찬은 정조의 불만으로부터 시작되었다. 정조는 당시 조선에서 널리 쓰이던 운서에 대한 불만이 있었다. 《홍재전서》의 기록에 따르면, 정조는 세종 때 지어진 운서가 정조 당대에 현전하지 않고 있음을 아쉽게 여겼다. 또한 한국에서 가장 오래되었으면서 널리 사용되던 운서인 《삼운통고》(三韻通考)는 수록된 글자 수가 적고, 주석도 간단하며, 사성을 3단 체재로 실은 것을 지적하였다. 최세진의 《사성통해》나 박성원의 《화동정음통석운고》 역시 당시에 널리 쓰였으나, 정조는 이들이 삼운통고의 영향을 받아 삼운통고의 세 가지 단점을 그대로 답습하였다고 보았다. 또 《증보문헌비고》의 기록에 따르면, 과거 시험에서 한시를 지을 때 사람들이 증운(增韻)과 입성을 압운에 쓰지 않는 경향이 있어, 정조는 사람들이 잘못된 관행을 타파하고 규범으로 삼을 만한 운서를 지을 필요가 있다고 느꼈다.
이에 따라 정조 3년(1779년)에 서명응 등에 의하여 《규장운서》(奎章韻瑞)가 편찬되나, 운서라기보다는 자전에 가까워 한시를 지을 때 참고하기 어려웠기 때문에 간행되지는 않았다. 또 정조 11년(1787년)에 간행된 《화동정음통석운고》의 재판(再版)에 정조는 중국의 한자음이 잘못 전해져 와음(訛音)이 된 현실을 박성원이 옳게 고쳤다는 내용의 서문을 실었으나, 이 책 역시 만족스럽게 여기지는 않았다. 결국 정조는 이덕무에게 규장전운의 편찬을 명하여 정조 16년(1792년)에 편찬이 모두 끝났으며, 윤행임 등 여덟 명이 두 차례에 걸쳐 이를 검토하였고, 도중인 1793년에 이덕무가 죽자 1795년에 오백 냥을 내려 편찬을 지원하였다.
규장전운이 완성된 뒤, 정조는 1796년에 규장전운을 서울과 각 지방에 반포하였다. 이때 규장전운은 1795년에 《원행을묘정리의궤》를 인쇄하기 위하여 주조한 정리자(整理字)로 인쇄되었다. 이후 정조는 전라도 제주목에서 열린 승보시(陞補試)에서 상위 여섯 명에게 규장전운을 내리게 하였고, 같은 해 경기도 수원에서 유생들이 쓴 시문을 시상할 때에도 규장전운을 직접 하사하는 등 규장전운의 보급에 노력하였다.

## 특징
본문을 4단으로 나누어 위에서부터 평성, 상성, 거성, 입성에 해당하는 글자를 차례로 적었다. 글자는 세 기준을 따라 배열하였는데, 첫째로 동음을 기준으로 《훈몽자회》의 모음 순, 둘째로 훈몽자회의 자음 순, 셋째로 음이 같은 글자의 경우 화음의 성모 순이다. 기존 운서에 수록된 글자 수가 적다는 단점을 보완하기 위함이라는 편찬동기에도 불구하고, 규장전운의 글자 수는 동시대의 운서보다 몇천 자 늘어난 1만 3345자이다. 이덕무는 이를 원(原) 1만 964자, 증(增) 2102자, 협(叶) 279자로 나누어 적었는데, 원(原)은 규장전운을 지을 때 참고로 한 화동정음통석운고의 글자 수와 거의 같고, 증(增)은 화동정음통석운고에 없고 이덕무가 새로 추가한 글자이며, 협(叶)은 협음이 기록된 글자이다. 협음까지 실린 이유는 정조가 규장전운을 시인들이 모범으로 삼아 두보에 이를 수 있기를 바랐기 때문이라고 추측한다.
화음과 동음 모두 일상에서 쓰이는 속음으로 적어 실용적으로 만들어진 화동정음통석운고와 달리, 규장전운은 한시를 지을 때 모범이 되도록 화음과 동음 모두 이상적인 규범음으로 표기하였다. 화음은 흰 원(○) 안에, 동음은 흰 사각형(□) 안에 기록하였다. 한 한자가 다른 화음으로도 읽히는 경우, 다른 성조에도 속하는 경우, 다른 운에도 나타나는 경우는 별도로 표시하였다. 먼저 다른 화음이나 운을 지닌 경우 흰 원 안에 그 음이나 운을 표기하였다. 다른 성조에 속하는 경우 한자의 오른쪽 위에서부터 기호를 달았는데, 평성은 흰 원(○), 상성은 검은 원(●), 거성은 흰 반원, 입성은 검은 반원(◗)으로 나타냈다.

## 구성
규장전운의 구성은 다음과 같다.
- 어정규장전운 의례(義例): 일종의 서문이다.
- 어정규장전운 부목(部目): 106개 운목(韻目)의 순서와 서로 통하는 운(韻)을 열거하였다.
- 본문

이 외에 규장전운의 편찬 배경과 체계에 관하여 상세히 다룬 규장전운 범례가 존재하나, 규장전운이 아니라 이덕무의 문집인 《청장관전서》 제24권 〈편서잡고〉 제4권에 실려 있다.

## 체계

### 성모
화음의 성모는 사성통해를 그대로 따랐기 때문에, 정조 연간의 화음과도 차이를 보이는 이상적인 음이다. 가령, 18세기에는 이미 의모(疑母)와 미모(微母)가 사라지고, 견모(見母)와 정모(精母) 계통의 구개음화가 일어난 뒤인데, 이러한 변화가 규장전운에는 반영되지 않았다.
|                | 전청    | 전청     | 차청      | 전탁     | 전탁     | 불청불탁 |
| -------------- | ------- | -------- | --------- | -------- | -------- | -------- |
| 아음(牙音)     | ㄱ 見 k | ㄱ 見 k  | ㅋ 溪 k'  | ㄲ 君 g' | ㄲ 君 g' | ㆁ 疑 ŋ  |
| 설음(舌音)     | ㄷ 端 t | ㄷ 端 t  | ㅌ 透 t'  | ㄸ 定 d  | ㄸ 定 d  | ㄴ 泥 n  |
| 순음(脣音)     | ㅂ 幇 p | ㅂ 幇 p  | ㅍ 滂 p'  | ㅃ 竝 b  | ㅃ 竝 b  | ㅁ 明 m  |
| 순음(脣音)     | ㅸ 非 f | ㅸ 非 f  |           | ㅹ 奉 v  | ㅹ 奉 v  | ㅱ 微 ɱ  |
| 치음(齒音)     | ᄼ 心 s | ᅎ 精 ts | ᅔ 淸 ts' | ᄽ 邪 z  | ᅏ 縱 dz |          |
| 치음(齒音)     | ᄾ 審 ʃ | ᅐ 照 tʃ | ᅕ 穿 tʃ' | ᄿ 禪 ʒ  | ᅑ 床 dʒ |          |
| 후음(喉音)     | ㆆ 影 ʔ | ㆆ 影 ʔ  | ㅎ 曉 x   | ㆅ 匣 ɣ  | ㆅ 匣 ɣ  | ㅇ 喩 ∅  |
| 반설음(半舌音) |         |          |           |          |          | ㄹ 來 l  |
| 반치음(半齒音) |         |          |           |          |          | ㅿ 日 ʑ  |

동음의 초성은 정조 연간의 현실 한자음과 거의 같다. 다만 당시에 이미 경음이었던 ‘雙(쌍)’과 ‘喫(끽)’ 등의 초성을 평음으로 적은 것이 다르다.
|                | 전청 | 차청 | 불청불탁 |
| -------------- | ---- | ---- | -------- |
| 아음(牙音)     | ㄱ   | ㅋ   |          |
| 설음(舌音)     | ㄷ   | ㅌ   | ㄴ       |
| 순음(脣音)     | ㅂ   | ㅍ   | ㅁ       |
| 치음(齒音)     | ㅅ   |      |          |
| 치음(齒音)     | ㅈ   | ㅊ   |          |
| 후음(喉音)     |      | ㅎ   | ㅇ       |
| 반설음(半舌音) |      |      | ㄹ       |

### 운모
화음의 중성은 24가지가 쓰였는데, 정조 연간의 화음과 정확히 같지는 않다. 이는 모두 ㅏ, ㅓ, ㅗ, ㅜ, ㅡ, ㅣ 여섯 개의 단모음과 거기에 반모음 /j/와 /w/가 덧붙은 모음으로 이루어졌다. 한편, 동음의 중성은 23가지가 쓰였는데, ㆍ(아래아)의 소실 등이 반영되지 않았다.
화음의 운미에는 ㄴ, ㅁ, ㅇ의 세 가지가 쓰였다. 16세기 이전에 이미 중국에서는 침운(侵韻), 담운(覃韻), 염운(鹽韻), 함운(咸韻) 등 네 운의 운미가 /-m/에서 /-n/으로 바뀌었음에도, 규장전운은 이를 반영하지 않고 여전히 ㅁ으로 표기하였다. 한편, 동음의 운미에는 ㄱ, ㄴ, ㄹ, ㅁ, ㅂ, ㅇ의 여섯 가지가 쓰였다. 한자음에 6종성만 쓰인 것은 15세기부터 21세기까지 동일하다.
규장전운의 운목은 성조의 차이를 고려하면 106가지, 고려하지 않으면 31가지로 분류된다. 화음과 동음에서 각 운목에 쓰인 운모를 나열하면 다음과 같다. 편의상 초성 자리에 음가 없는 ㅇ을 표시한다.
|    | 운목     | 화음                   | 동음                                                   |
| -- | -------- | ---------------------- | ------------------------------------------------------ |
| 1  | 東董送屋 | 웅, 융                 | 옹, 옥, 용, 웅, 욱, 융, 육                             |
| 2  | 冬腫宋沃 | 웅, 융                 | 옹, 옥, 용, 욕, 욱, 융                                 |
| 3  | 江講絳覺 | 앙, 양                 | 앙, 악                                                 |
| 4  | 支紙寘○  | 으, 이, 예, 우, 위, ᄋᆔ | 유, 이, ᄋᆞ, 외, 위, ᄋᆔ, 의, 예, 웨                     |
| 5  | 微尾未○  | 이, 예, 위             | 이, 위, 의, 웨                                         |
| 6  | 魚語御○  | 우, 유                 | 어, 여, 오                                             |
| 7  | 虞麌遇○  | 우, 유                 | 오, 우, 유                                             |
| 8  | 齊薺霽○  | 애, 이, 여, 얘, 예, 위 | 여, 유, 이, 예, 의, 에, 위, ᄋᆔ, 웨                     |
| 9  | 佳蟹泰○  | 애, 얘, 위, 왜         | 애, 외, ᄋᆡ, 왜                                         |
| 10 | 灰賄卦○  | 애, 얘, 위, 왜         | 애, 외, ᄋᆡ, 예, 왜                                     |
| 11 | ○○隊○    | 애, 이, 위             | 애, 예, 외, ᄋᆡ, 왜, 웨                                 |
| 12 | 眞軫震質 | 은, 인, 운, 윤         | 운, 울, 윤, 율, 은, 을, 인, 일                         |
| 13 | 文吻問物 | 인, 운, 윤             | 온, 운, 울, 올, 은, 을                                 |
| 14 | 元阮願月 | 은, 연, 운, 완, 원, ᄋᆑᆫ | 안, 알, 언, 얼, 온, 올, 운, 울, 은, 을, ᄋᆞᆫ, ᄋᆞᆯ, 원, 월 |
| 15 | 寒旱翰曷 | 안, 언, 완, 원         | 안, 알, 완, 왈                                         |
| 16 | 刪潸諫黠 | 안, 얀, 완, 원         | 안, 알, 완, 왈                                         |
| 17 | 先銑霰屑 | 연, ᄋᆑᆫ                 | 언, 얼, 연, 열, 원                                     |
| 18 | 蕭篠嘯○  | ᄋᅽ                     | 요                                                     |
| 19 | 肴巧效○  | ᄋᅶ, ᄋᅸ                 | 오, 요                                                 |
| 20 | 豪皓号○  | ᄋᅶ                     | 오                                                     |
| 21 | 歌哿箇○  | 어, 야, 워, ᄋᆑ         | 아, 와                                                 |
| 22 | 麻馬禡○  | 아, 야, 여             | 아, 야, 와                                             |
| 23 | 陽養漾藥 | 앙, 양, 왕             | 앙, 악, 양, 약, 왕, 왁                                 |
| 24 | 庚梗敬陌 | 읭, 잉, 윙, ᄋᆔᆼ         | 영, 역, 욍, 왹, ᄋᆡᆼ, ᄋᆡᆨ, 잉, 익, 윽                     |
| 25 | 靑逈徑錫 | 읭, 잉, ᄋᆔᆼ             | 영, 역, 잉, 익, 응, ᄋᆡᆼ                                 |
| 26 | 蒸○○職   | 읭, 잉, 윙             | 억, 역, 옥, 욍, 웅, 욱, 응, 윽, 잉, 익, ᄋᆡᆨ             |
| 27 | 尤有宥○  | ᄋᆕ, ᄋᆛ                 | 우, 유                                                 |
| 28 | 侵寢沁緝 | 음, 임                 | 음, 읍, 임, 입, ᄋᆞᆷ, ᄋᆞᆸ                                 |
| 29 | 單感勘合 | 암                     | 암, 압                                                 |
| 30 | 監琰豔葉 | 염                     | 엄, 업, 염, 엽                                         |
| 31 | 咸豏陷洽 | 암, 얌                 | 암, 압, 엄, 업, 엽                                     |

## 같이 보기
- 규장각
- 사성통해
- 전운옥편

## 참고 문헌
- 강신항 (2000). 《한국의 운서》. 서울: 태학사. ISBN 9788976265418.
- 구현아 (2008년 2월). 《『奎章全韻』의 華音 體系 硏究》 (석사학위논문). 이화여자대학교 대학원. 2020년 7월 5일에 확인함.
- 정경일 (2002). 《한국운서의 이해》. 서울: 아카넷. ISBN 9788989103851.
- 정경일 (2008). 《규장전운·전운옥편》. 경기: 신구문화사. ISBN 9788976681447.